# St. Bartholomäus (Hainrode)

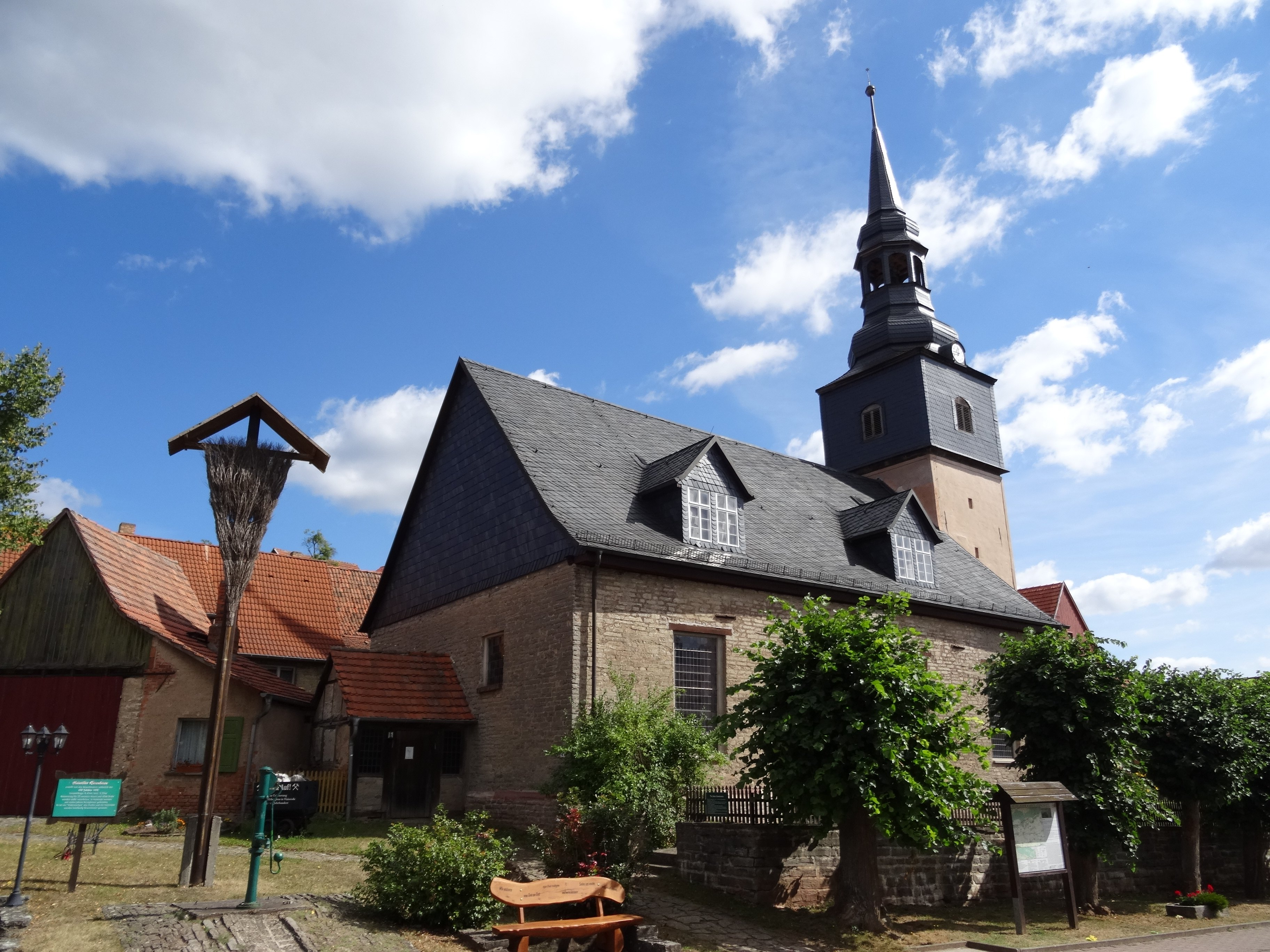
Kirche St. Bartholomäus in Hainrode

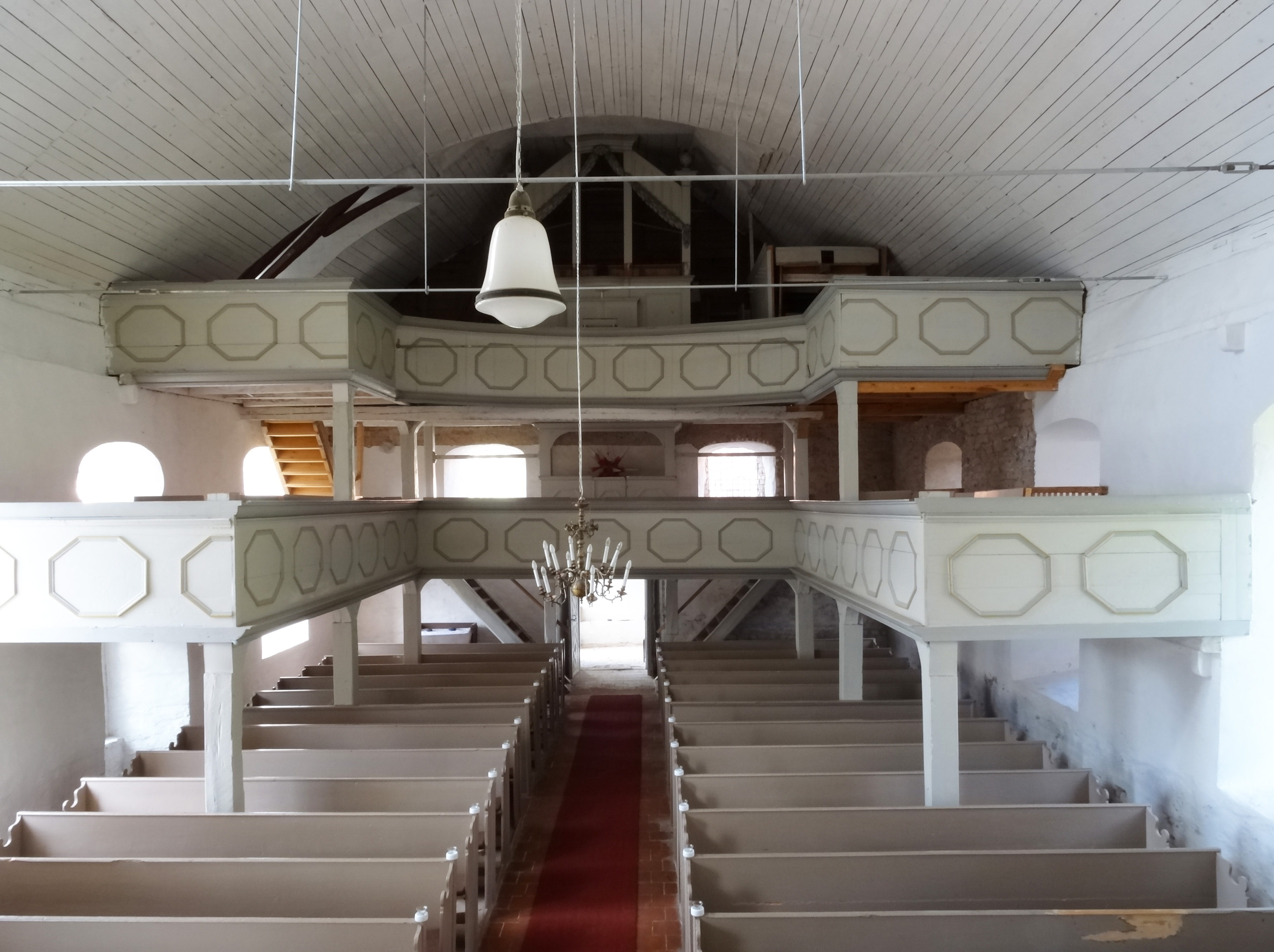
Innenraum der St.-Bartholomäus-Kirche

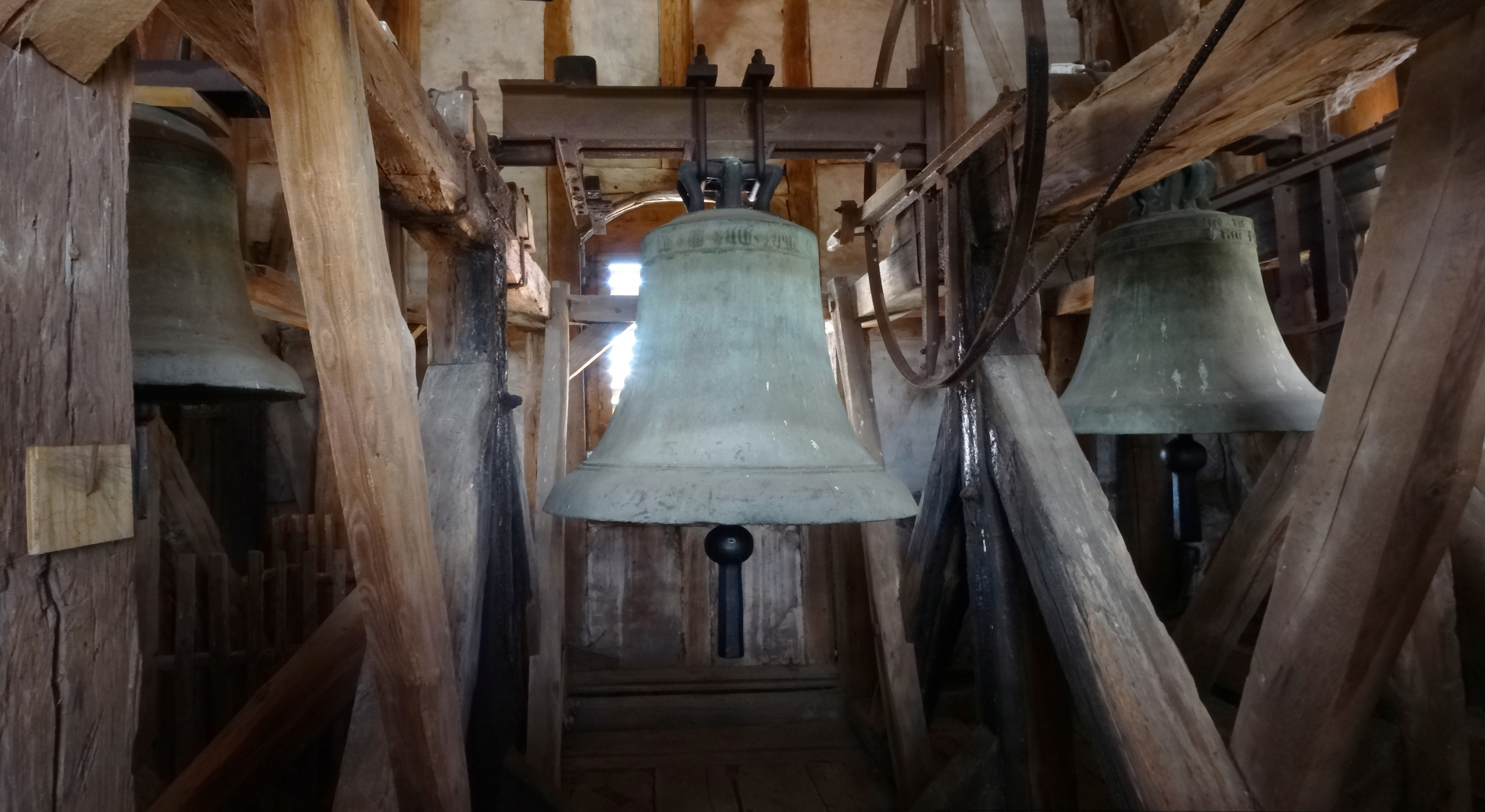
Glockenstuhl von St. Bartholomäus (Hainrode)

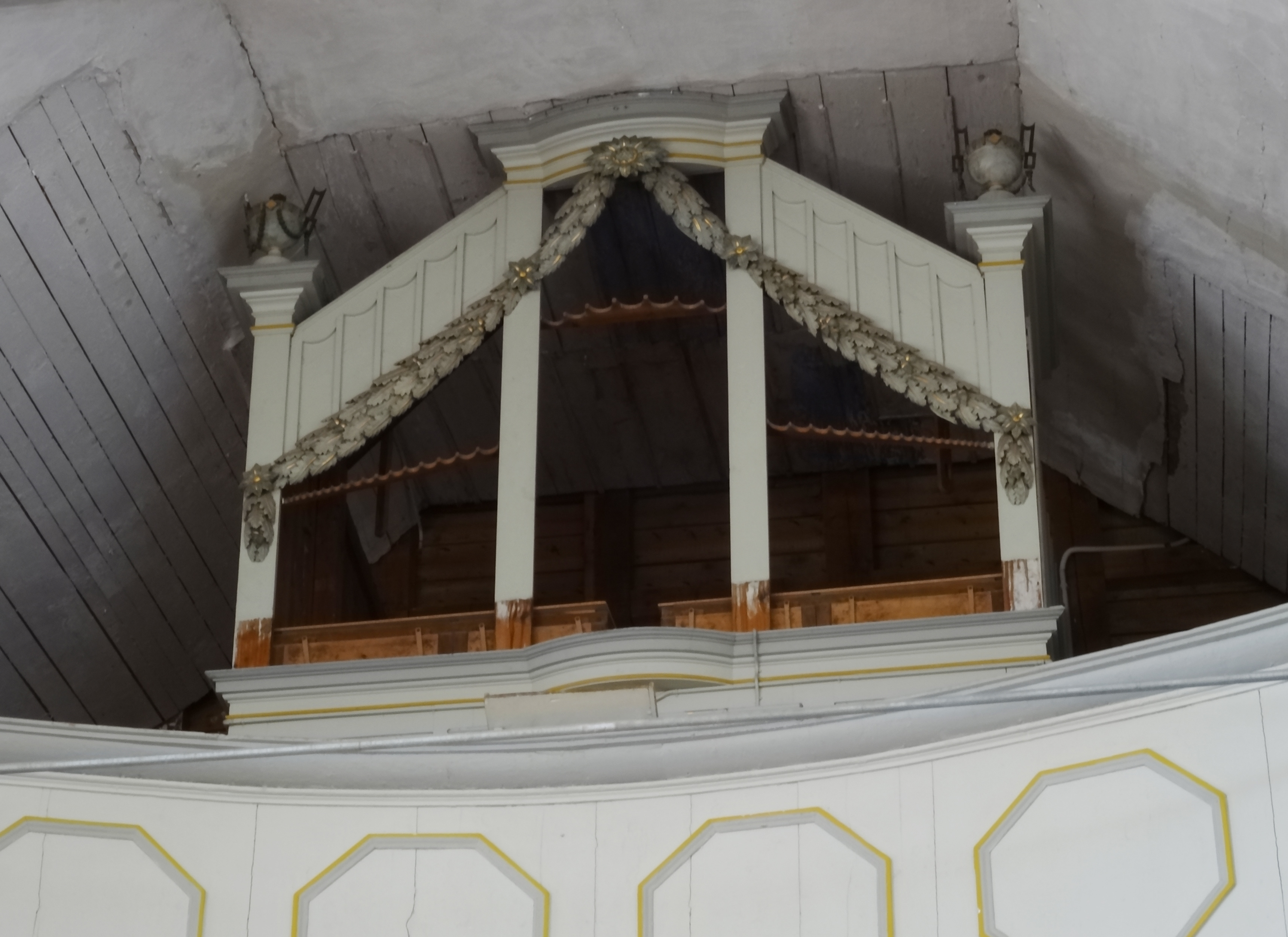
Die Orgel 2016

Die evangelische Dorfkirche St. Bartholomäus steht im Ortsteil Hainrode der Gemeinde Südharz im Landkreis Mansfeld-Südharz in Sachsen-Anhalt. Sie gehört zum Pfarrbereich Obersdorf im Kirchenkreis Eisleben-Sömmerda der Evangelischen Kirche in Mitteldeutschland.

## Geschichte
Eine Glocke, die 1450 gegossen wurde, deutet auf die Gründung des Ortes vor dem Jahre 900 hin. Wann dieser die erste Kirche oder Kapelle erhielt, ist nicht mehr feststellbar. Eine Kapelle aus dem 13. und 14. Jahrhunderts wird bis zur heutigen Zeit als Winterkirche benutzt. Sie diente einst als hoher Chor.
Durch den stetig wachsenden Bergbau entwickelte sich Ende des 17. bis 18. Jahrhunderts die Bevölkerung und folglich das Dorf rasch. Das war auch ein Grund, weshalb Graf Jost Christian zu Stolberg-Roßla senior 1735 die Erlaubnis zum Neubau einer Kirche erteilte. Zudem war das alte Kirchengebäude baufällig. Um Raum für den Bau zu erhalten, verlegte man den Friedhof 1736 auf den Wachtberg, auf dem sich ein frühgeschichtliches Gräberfeld befand und befindet.
Im Jahre 2000 wurde eine gründliche Sanierung der Kirche abgeschlossen.

## Die Orgel
Die Orgel wurde 1823 vom Orgelbauer Johann Scheidler aus Bennungen mit flachbogigen vortretenden Türmen und mit großen Harfenfeldern seiner Art geschaffen. Sie besitzt ein stattliches Schleifladenwerk mit 15 Registern.
Orgelbaugeschichtlich ist diese Orgel eine repräsentative Landorgel eines Kleinmeisters von regionaler Bedeutung. Sie ist aber nicht bespielbar, weil die Pfeifen auf der Empore für eine Renovierung ausgelagert sind.